# Монастырь Святой Екатерины
Монастырь Святой Екатерины на горе Синай (греч. Ιερά Μονή Αγίας Αικατερίνης στο Όρος Σινά, араб. دير سانت كاترين‎, также Монастырь богоходимой горы Синай греч. Ιερά Μονή του Θεοβαδίστου Όρους Σινά) — мужской монастырь Синайской православной церкви, расположенный в мухафазе Южный Синай в Египте близ городка Сант-Катрин.
Один из древнейших непрерывно действующих христианских монастырей в мире. Основан в IV веке в центре Синайского полуострова у подножья горы Синай (библейская Хорив) на высоте 1570 м. Укреплённое здание монастыря построено по приказу императора Юстиниана в VI веке. Насельниками монастыря в основном являются греки православного вероисповедания.
Первоначально именовался монастырём Преображения или монастырём Неопалимой Купины. С XI века, в связи с распространением почитания святой Екатерины Александрийской, мощи которой были обретены синайскими монахами в VIII веке, монастырь получил новое название — монастырь Святой Екатерины.
В 2002 году монастырский комплекс был включён ЮНЕСКО в список объектов Всемирного наследия.

## История монастыря

### Основание
С III века монахи начали селиться небольшими группами вокруг горы Хорив — возле Неопалимой купины, в оазисе Фаран (Вади Фиран) и других местах южного Синая. Первые монахи в той местности были главным образом отшельниками, живущими поодиночке в пещерах. Лишь в праздничные дни отшельники собирались возле Неопалимой купины для совершения совместного Богослужения. Монашескую жизнь этого периода описал в V веке ученик Иоанна Златоуста, бывший префект Константинополя — святой Нил, чьи труды до сих пор изучают священники, монахи и верующие: «Одни вкушали пищу только в воскресные дни, другие — дважды в неделю, иные — спустя двое суток… В каждое воскресенье все они из разных мест собирались в одну церковь, лобызались, причащались Святых Таин, и беседами о спасении души назидали, утешали и поощряли друг друга к высоким подвигам».

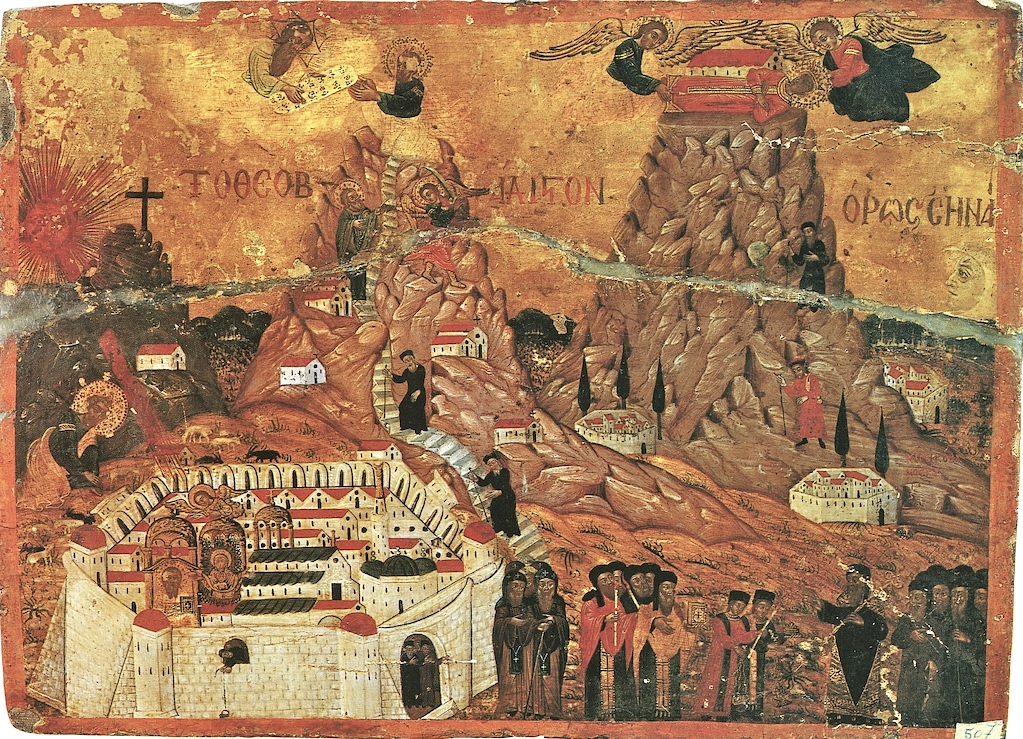
Икона с изображением монастыря Святой Екатерины (XVIII век)

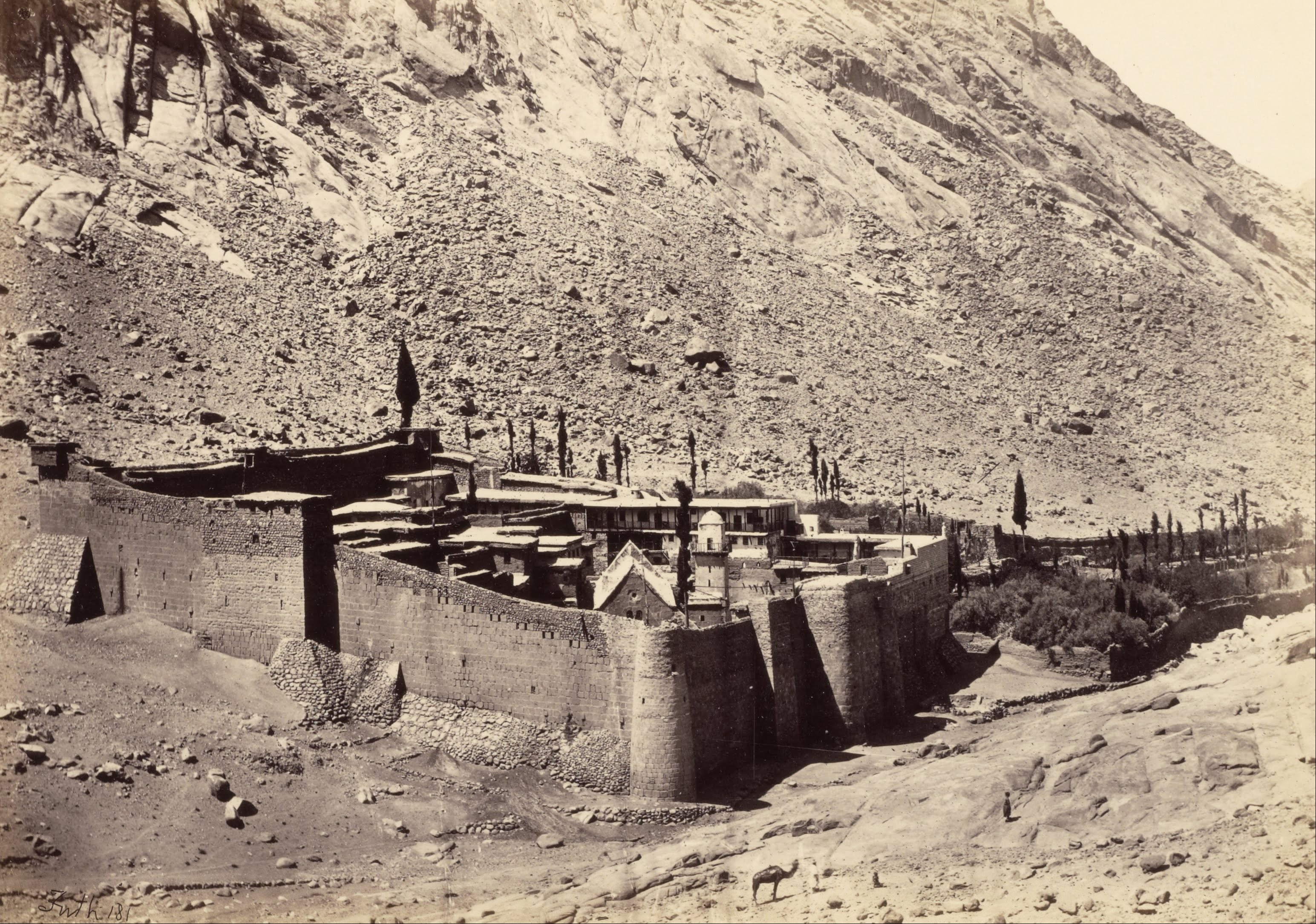
Монастырь Св. Екатерины в 1850-х годах

В период правления императора Константина, около 329 года, монахи Синая обратились к его матери святой Елене с просьбой о постройке возле Неопалимой купины маленькой церкви, посвящённой Богоматери, а также башни для убежища монахов на случай набегов кочевников. Прошение монахов было удовлетворено, и паломники конца IV века сообщали, что на Синае уже была процветающая община монахов, которая привлекала верующих из разных мест Византийской империи.
В рассказе о Святых местах Востока, написанном в конце IV века знатной паломницей Сильвией (или Этерией), сообщается и о монашеской общине, образовавшейся вокруг Неопалимой купины:
Пройти же до начала этой долины было нам необходимо потому, что там было много келий святых мужей, и церковь в том месте, где находится купина: эта купина жива и до днесь и даёт отпрыски. И так, спустившись с горы Божией, мы пришли к купине, приблизительно в десятом часу. А эта купина, как я сказала выше, есть та, из которой глаголал Господь к Моисею в огне, и находится в местности, где есть много келлий и церковь, в начале долины. А перед церковью прелестный сад, с обилием превосходной воды, и в этом саду купина.

### Постройки Юстиниана Великого
Дальнейший толчок к развитию монастырь получил в VI веке, когда император Юстиниан I приказал построить мощные крепостные стены, окружившие предшествующие постройки святой Елены, и церковь, сохранившуюся до настоящего времени, а также направил на Синай солдат для защиты монахов. О строительстве Юстиниана сообщает его современник Прокопий Кесарийский:

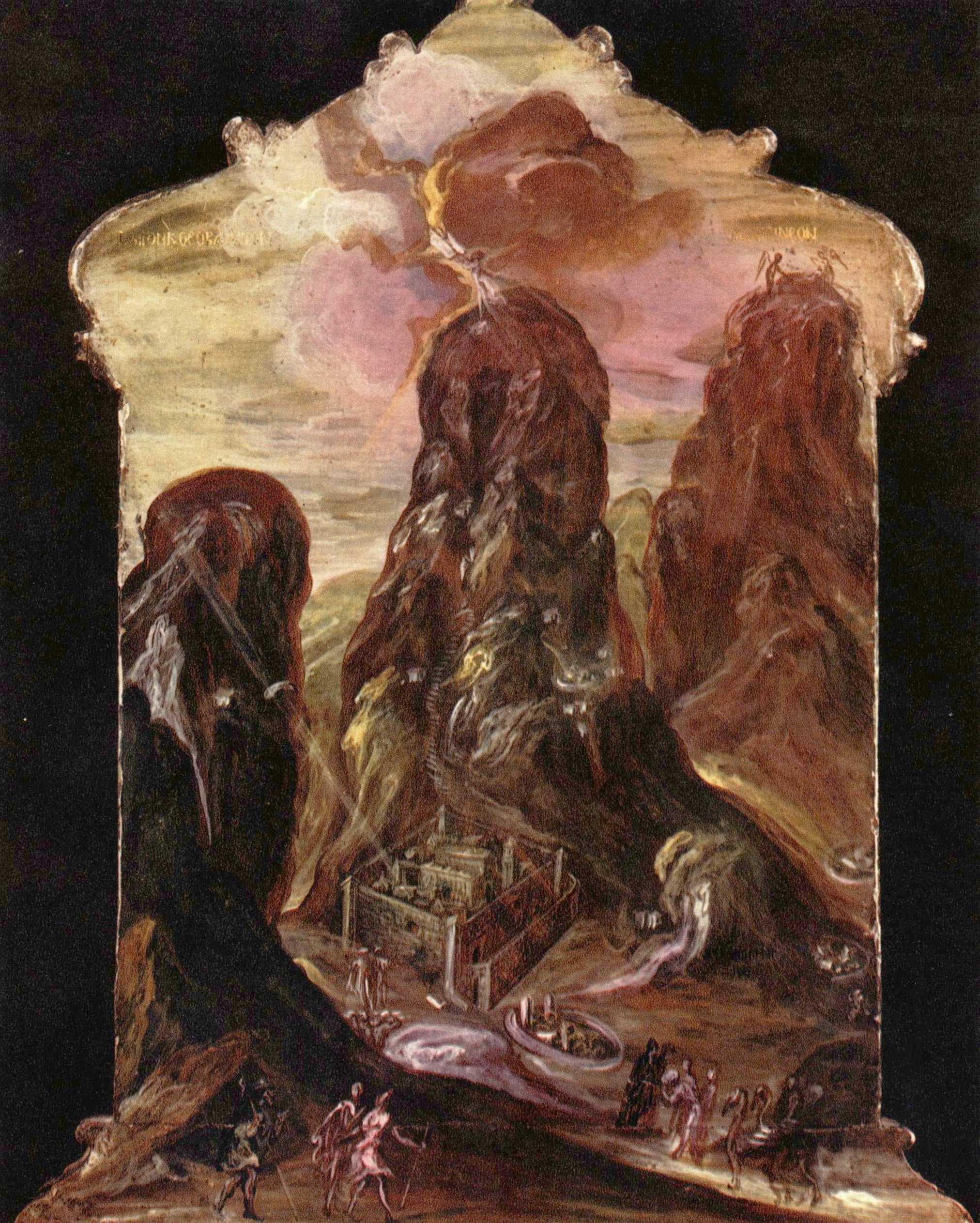
Гора Синай и монастырь Святой Екатерины (Эль Греко, 1560—1565 годы)

На этой горе Синае живут монахи, жизнь которых заключается в непрерывных размышлениях о смерти; ничего не боясь, они наслаждаются дорогой для них пустыней. Так как они ничего не желают, и выше всяких человеческих страстей ни о каком стяжании не заботятся и не ухаживают за своим телом и во всех остальных отношениях не хотят себе никакой пользы, то император Юстиниан выстроил для этих монахов церковь во имя Богородицы, чтобы они могли проводить свою жизнь, молясь в этой церкви и совершая священнослужение. Эту церковь он выстроил не на самой вершине горы, но много ниже: человеку невозможно проводить ночь на вершине этой горы, так как там в течение ночи слышатся постоянные шумы и всякие другие вызывающие религиозный страх явления, поражающие ужасом ум и волю человека. Говорят, что отсюда некогда и Моисей принёс полученные им от Бога законы. У подошвы этой горы император построил очень сильное укрепление и поместил здесь значительный военный гарнизон, чтобы варвары-сарацины не могли отсюда совершенно незаметно ворваться в области Палестины, так как страна эта, как я сказал, была пустынна.
— Прокопий Кесарийский. О постройках (Книга 5:VIII)
Над главными монастырскими воротами сохранилась надпись: «С основания воздвигнут сей священный монастырь Синайской горы, где Бог говорил Моисею, смиренным царём ромеев Юстинианом на вечное помяновение его и супруги его Феодоры. Окончен после тридцатого года царствования его. И поставлен в нём игумен по имени Дула в лето от Адама 6021, от Христа же 527». Исходя из этой надписи, русский учёный епископ Порфирий (Успенский) датировал окончание постройки монастыря 557 годом.

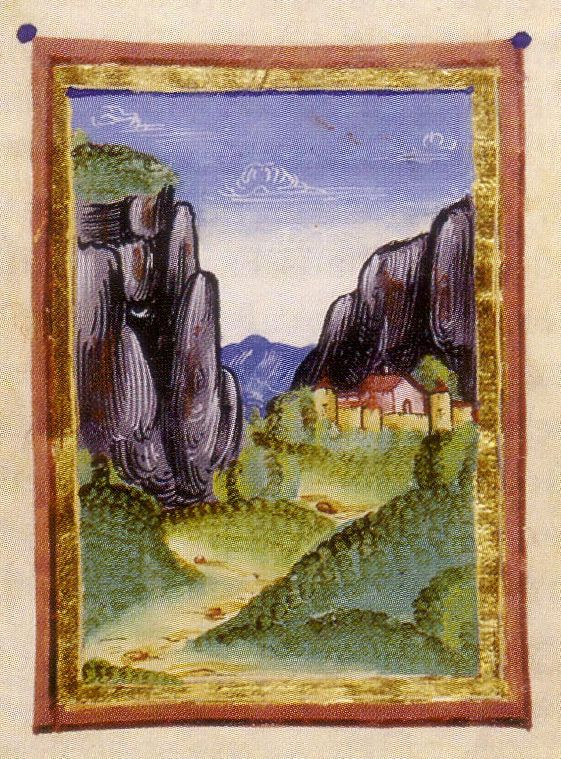
Вид на Синай и монастырь. Миниатюра 1508 года из путеводителя для паломников доминиканского монаха Феликса Фабера

Согласно «Хронике» Евтихия Александрийского, для защиты и обслуживания монастыря император переселил на Синай двести семей из Понта Анатолийского и Александрии. Потомки этих переселенцев образовали синайское бедуинское племя джабалия. Несмотря на обращение в ислам, произошедшее в VII веке, они продолжают жить в окрестностях монастыря и заниматься его обслуживанием.
Мощные монастырские укрепления, построенные Юстинианом, поддерживались монахами в хорошем состоянии и вызывали восторг у паломников:

Пора войти в монастырь… Видишь, как построена стена крепости — длинная, искусно сложенная, весьма почитаемая? Царь, по прозвищу Иустиниан, выдал на издержки, и она построена очень старательно. Она имеет в окружности двести сажен, высота же её девятнадцать с половиной…
— Паисий Агиапостолит. Описание Святой горы Синайской и её окрестностей
Среди игуменов монастыря был Иоанн Лествичник. До конца VII века монастырь принадлежал Фаранской епархии и возглавлялся игуменом в сане архиепископа (о древности Синайской архиепископии свидетельствуют материалы Халкидонского собора, где в «Чине митрополий и архиепископий апостольского престола Святого Града» на 24 месте упоминается архиепископия «горы Синая»). В 681 году, когда епископ Фаранский был лишён кафедры за монофелитство, епископская кафедра была перенесена в монастырь, и его игумен стал епископом Фарана. Чуть позже в его подчинение перешла епархия Райто. В начале VIII века все христиане Синайского полуострова находились под юрисдикцией синайского архиепископа.

### Арабское и турецкое завоевания

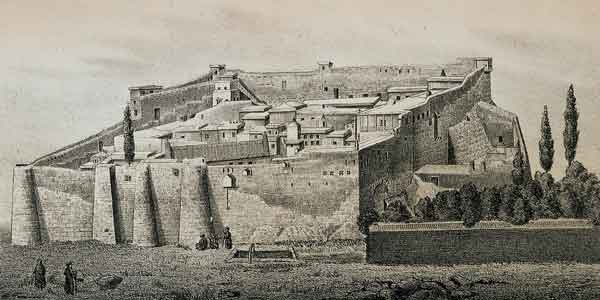
Монастырь Святой Екатерины (литография рисунка архимандрита Порфирия (Успенского), 1857 год)

Монастырь в период арабского завоевания Синая в 625 году направил делегацию в Медину, чтобы заручиться покровительством пророка Мухаммеда. Копия полученной монахами охранной грамоты — фирман Мухаммеда (оригинал с 1517 года хранится в Стамбуле, куда он был истребован у монастыря султаном Селимом I), выставленный в монастыре, — провозглашает, что мусульмане будут защищать монастырь, а также освобождают его от уплаты налогов. Фирман был написан на коже газели куфическим почерком и скреплён отпечатком руки Мухаммеда.
…да не сменится епископ или священник от своих мест и не изженется монах из своего монастыря. 
…да не разрушится ни единая из церквей или часовен их и да не употребится ничего из принадлежащего церквам их на постройку мечетей или домов мусульманских.
Однако, несмотря на полученные привилегии, количество монахов начало сокращаться, и к началу IX века их осталось всего 30. С распространением в Египте ислама в монастыре появляется мечеть, сохранившаяся до настоящего времени: «За церковью недалеко каменная хата, где турки, арабы поклоняются Магомету».
В период крестовых походов с 1099 по 1270 год в монашеской жизни монастыря был период возрождения. Синайский орден крестоносцев взял на себя задачу охранять направляющихся в монастырь паломников из Европы, число которых возросло. В этот период в монастыре появляется католическая часовня.
После завоевания Египта Османской империей в 1517 году турецкие власти не сократили права монахов, — султан Селим I подтвердил ключевые пункты фирмана Мухаммеда, они сохранили особый статус архиепископа и не вмешивались во внутренние дела монастыря. Монастырь вёл обширную культурную и просветительскую деятельность, в XVIII веке он открыл духовную школу на острове Крит, где получали образование греческие богословы того времени. Подворья монастыря были открыты в Египте, Палестине, Турции, Румынии, России и даже в Индии.

### Отношения с Россией

Встреча в Синайском монастыре посольства царя Ивана IV Грозного в 1559 году

Монастырь поддерживал давние связи с Россией. В 1375 году в Москву приехал митрополит Макарий за милостыней для монастыря, а в 1390 году из монастыря Святой Екатерины в дар великим князьям была привезена икона с изображением Неопалимой купины, которую поместили в Благовещенский собор Кремля (сначала в иконостас, а затем в алтарь к другим ценным иконам, полученным от восточного духовенства).
В 1558 году царь Иван Грозный направил к восточным патриархам посольство с златотканым покровом на мощи святой Екатерины в дар для Синайского монастыря. Царь писал архиепископу Синайскому: «Ты бы, отче, сам и во всём своём архиерействе и в Синайской горе велел молити Бога и Пречистую Его Матерь и всех святых о нашем здравии и о сохранении, и о моей царице Анастасии, и о наших детях цесаревичах Иване и Феодоре и о всём православном христианстве».
В 1619 году синайский архимандрит посетил Россию и участвовал вместе с иерусалимским патриархом Феофаном в молебне перед ракой Сергия Радонежского в Троице-Сергиевой лавре. После этого на Синай идут многочисленные пожертвования от русских царей. В 1625 году с просьбой о помощи монастырю к царю Михаилу Фёдоровичу обратился александрийский патриарх Герасим:
…если твоё Величество не поможет, монастырь этот будет разорён, они же нечестивые, и старцев хотят истребить. Но мы надеемся на милость Божию и на твоё Величество, чтобы помочь нам в столь великом затруднении.

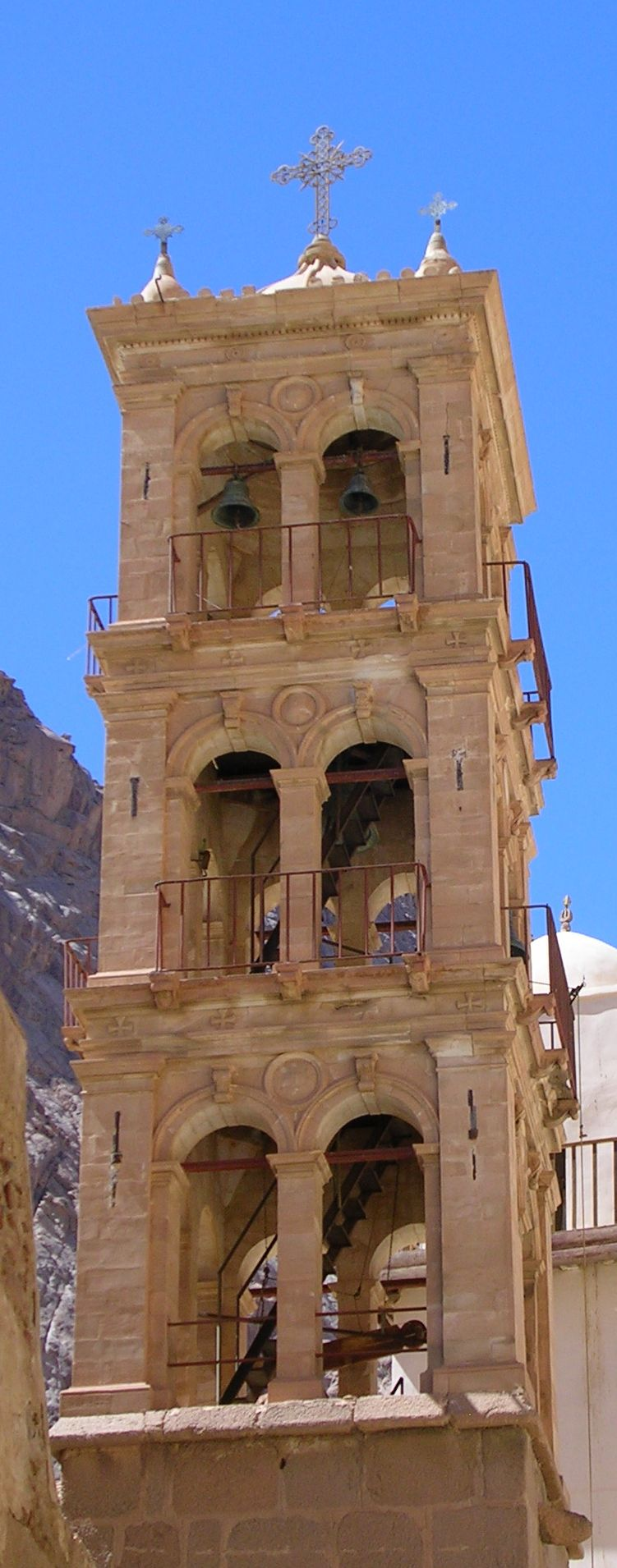
Монастырская колокольня (колокола — дар российского императора)

Монастырю была оказана помощь, которую в благодарственном письме монахи назвали «манной небесной», а в 1630 году монастырю царём была пожалована грамота с правом приезжать за милостынею раз в четыре года. Синайское духовенство не только получало от России богатую милостыню, но и участвовало в церковной жизни страны. Так, синайский архиепископ Ананий был участником Большого Московского собора 1666—1667 годов, лишившего Никона патриаршьего достоинства.
В 1687 году синайские монахи прибыли в Москву, где прожили до 1689 года. Приезд был связан с начатой в 1682 году синайским архиепископом Ананием кампанией по передаче монастыря под покровительство России. От имени царей Петра и Иоанна и царевны Софьи монахам была выдана грамота: «в призрение своё государское тое святую гору и монастырь пресвятыя Богородицы Неопалимыя Купины для единения нашея благочестивыя христианские веры принять изволили». Синайские монахи покинули Россию с богатыми дарами, среди которых была серебряная рака для мощей святой Екатерины, изготовленная, согласно преданию, на деньги царевны Софьи.
В 1691 году иерусалимский патриарх Досифей писал московскому патриарху, что подчинение ему Синая — «вещь и беззакона и посмеяна». Однако исследователи не склонны видеть в этих событиях смену церковной юрисдикции монастыря святой Екатерины, а усматривают лишь попытку синайских монахов найти новых ктиторов, способных обеспечивать монастырь.
В Киеве в середине XVIII века было открыто подворье монастыря святой Екатерины. В 1860 году монастырь получил от императора Александра II в дар новую раку для мощей святой Екатерины, а для построенной в 1871 году монастырской колокольни император прислал 9 колоколов, используемых по настоящее время в праздничные дни и перед литургией.
Многочисленные русские учёные внесли свой вклад в изучение Синайского монастыря. Русский иеромонах Самуил в 1837 году впервые расчистил и укрепил мозаику VI века «Преображение Господне», украшающую кафоликон монастыря. В 1887 году исследователь Алексей Дмитриевский составил каталог икон монастырского собрания и рассмотрел вопросы о Критской школе иконописи и роли Синая в сохранении культурных традиций в XVI—XVIII веках. В изучении монастыря Святой Екатерины большую роль сыграло Православное Палестинское общество, осуществившее публикации русских и греческих материалов об этих местах.

### Современное состояние

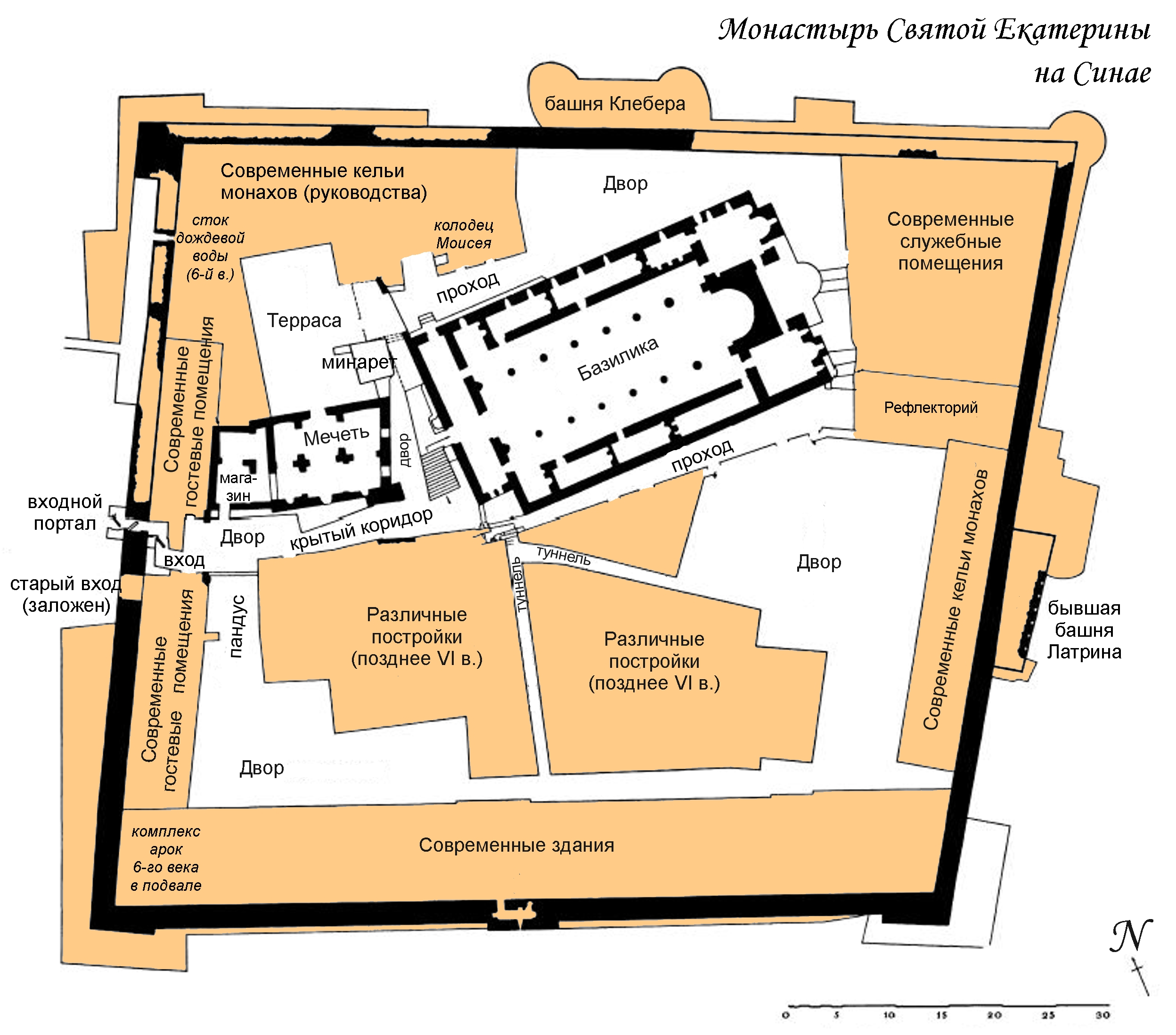
План монастыря

Монастырь Святой Екатерины является центром автономной Синайской православной церкви, которая, кроме данной обители, владеет только рядом монастырских подворий: 3 в Египте и 14 вне Египта — 9 в Греции, 3 на Кипре, 1 в Ливане и 1 в Турции (Стамбул).

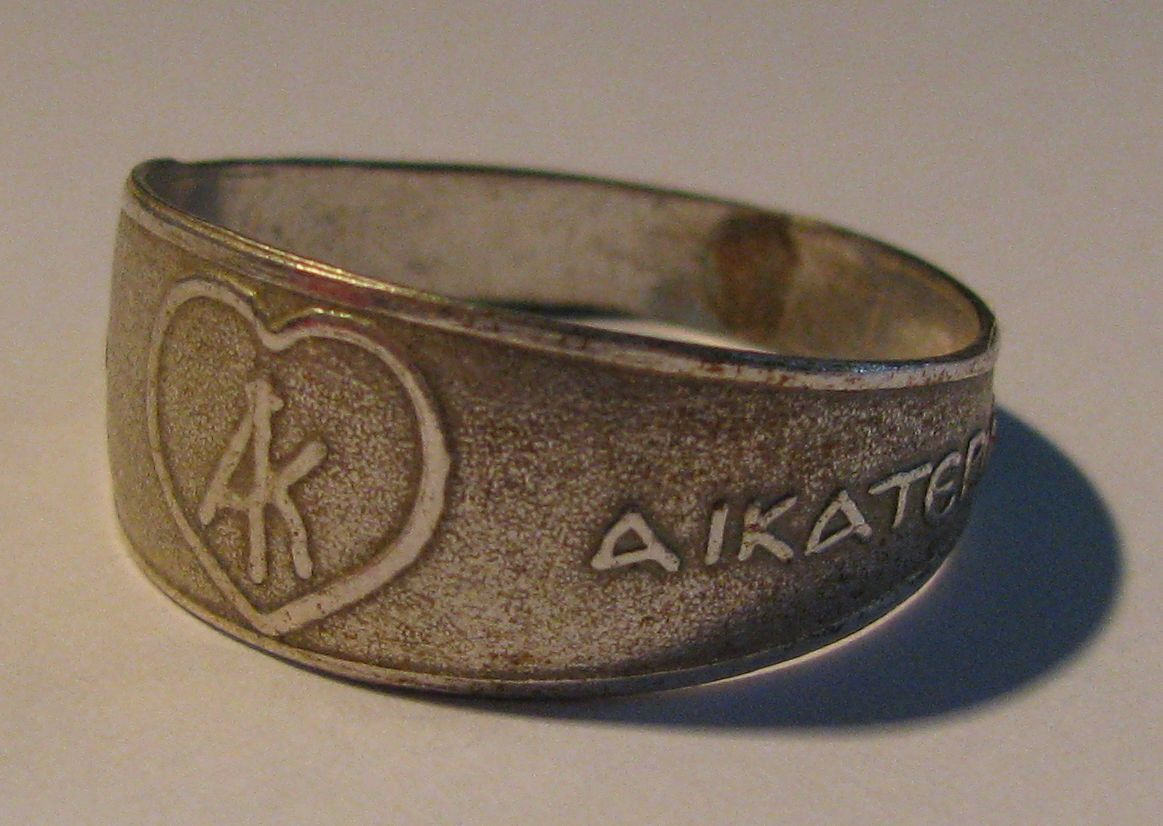
Серебряное кольцо, которое получают паломники в дар от монастыря

Игуменом монастыря является архиепископ Синайский. Его рукоположение с VII века совершает иерусалимский патриарх, под юрисдикцию которого монастырь перешёл в 640 году из-за возникших после завоевания Египта мусульманами затруднений в общении с константинопольским патриархатом (официально автономия от константинопольского патриархата была получена только в 1575 году и подтверждена в 1782 году).
Делами монастыря в настоящее время управляет общее собрание монахов, которое решает экономические, политические и иные вопросы. Решения Собрания исполняются Советом отцов, в который входит четыре человека: заместитель и помощник архиепископа, монастырский ризничий, эконом и библиотекарь.
Монастырь, как и прежде, является традиционным местом христианского паломничества. Ежедневно после часов верующим открывают доступ к мощам святой Екатерины. В память о поклонении мощам монахи дарят серебряное кольцо с изображением сердца и словами ΑΓΙΑ ΑΙΚΑΤΕΡΙΝΑ (святая Екатерина).
В 2005 году Высший совет по делам древностей Египта объявил о начале программы развития и изучения монастырского комплекса, включающей систематизацию и изучение документов, связанных с историей Синая и монастыря Святой Екатерины, съёмку документального фильма и издание подробной энциклопедии о монастыре.

## Монастырские строения

### Базилика Преображения

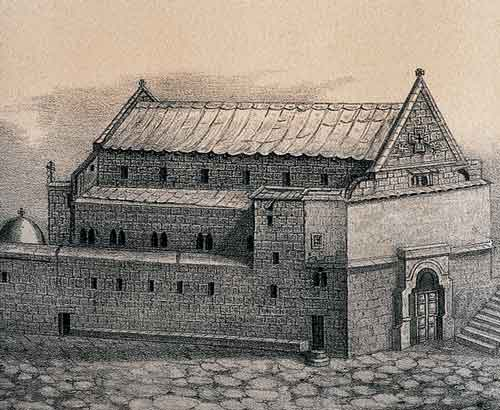
Базилика Преображения (литография рисунка архимандрита Порфирия (Успенского), 1857 год)

Главный храм монастыря (католикон), трёхнефная базилика, посвящён Преображению Иисуса Христа. Его постройка относится к периоду правления императора Юстиниана.

Храм продолговатый, большой и красивый, он подпирается 12 большими колоннами, по 6 с каждой стороны, в виде эмблемы 12 месяцев года. Пол его устлан весь красивыми мраморными плитами, ширина храма 14 открытых шагов, длина 19 шагов; он во имя Христа Спасителя.

Вход в нартекс украшают резные двери из ливанского кедра, изготовленные в период Крестовых походов, а двери в главный неф базилики относятся к VI веку и являются её ровесниками. Над входной дверью помещена греческая надпись: «Вот врата Господа; праведные войдут в них» (Пс. 117:20). В каждой из двенадцати колонн, увенчанных коринфскими капителями и разделяющих нефы базилики, в специальных углублениях хранятся мощи святых, закрытые бронзовыми пластинами, а на самих колоннах помещены минейные иконы XII века по числу месяцев года. Вдоль колонн установлены два ряда деревянных резных стасидиев. Колонны соединены арками, выше которых расположены окна. В 1714 году в базилике был положен новый мраморный пол. Потолок базилики выполнен из ливанского кедра и расписан в XVIII веке звёздами на синем фоне.

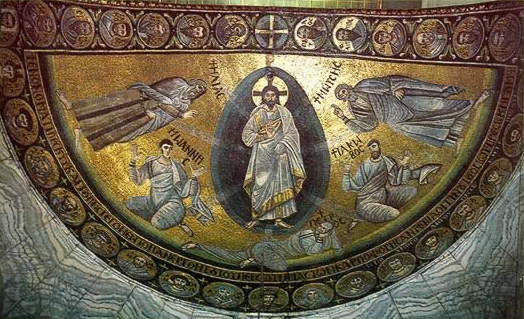
Мозаика Преображение Господне

Главным украшением базилики является расположенная в конхе апсиды мозаика Преображение Господне, находящаяся в очень хорошей сохранности. Мозаика выполнена в первой половине VI века придворными мастерами, присланными Юстинианом для украшения монастыря.
Мозаика Преображение Господне обрамлена медальонами с шестнадцатью полуфигурами апостолов и пророков. В центре композиции монументальная фигура Иисуса Христа, заключённая в лазуревую мандорлу, которая соединяется лучами божественного света с фигурами пророков и трёх учеников, выполненных на золотом мерцающем фоне. По сторонам мозаики на арке апсиды имеются два изображения пророка Моисея: стоящего перед Неопалимой купиной (слева) и получающего на Синае Скрижали Завета (справа). Апсиду украшают также медальоны с изображениями агнца между двух летящих ангелов, Богородицы и Иоанна Крестителя.

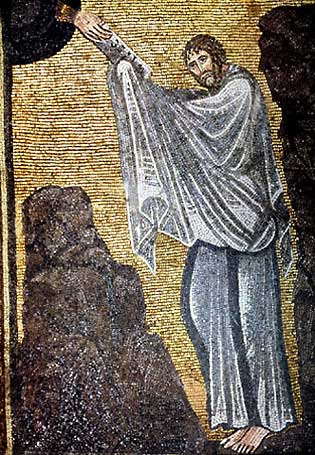
Моисей получает Скрижали Завета (мозаика апсиды)

По мнению академика В. Н. Лазарева, в VII веке оформление апсиды было дополнено двумя изображениями на мраморной облицовке алтарных столбов: «Жертвоприношение Авраама» и «Жертвоприношение Иеффая». Оба изображения выполнены в технике энкаустики, и их художественный стиль отличается архаизмом.
Мозаики базилики вызывали восторг паломников и упоминаются в различных описаниях монастыря:

Посмотри прежде всего на всю обширность конхи и на сонм пророков кругом стоящих на высоте. Там в куполе явственно изображён сияющий золотом сонм пророков купно с апостолами, посредством мозаики и золота смешанного с лазуриком, алого, красного и пурпурного цветов. В середине находится всечтимое Преображение, расписанное с утончённым искусством, вместе с облаком.
— Паисий Агиапостолит. Описание Святой горы Синайской и её окрестностей
Мозаика Преображение Господне была очищена от загрязнений и копоти американскими реставраторами в 1958—1965 годах. Для обозрения из центрального нефа мозаику закрывает деревянный резной иконостас XVII века, но из боковых нефов на уровне алтаря мозаика доступна для обозрения.
В алтаре базилики в мраморной раке хранятся два серебряных ковчежца с мощами святой Екатерины (глава и десница). Ещё одна часть мощей (палец) находится в мощевике иконы великомученицы Екатерины в левом нефе базилики и всегда открыта верующим для поклонения.

### Часовня Неопалимой купины

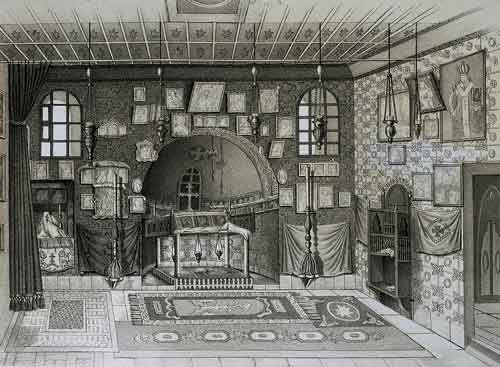
Интерьер часовни Неопалимой купины (литография рисунка архимандрита Порфирия (Успенского), 1857 год)

За алтарной частью базилики Преображения находится часовня Неопалимой купины, построенная на том месте, где, согласно библейскому повествованию, Бог разговаривал с Моисеем (Исх. 2:2—5). Исполняя библейское указание, все входящие должны снимать здесь свою обувь. Часовня является одним из древнейших монастырских строений, её упоминает в конце IV века паломница Сильвия в своём рассказе о Святых местах Востока (см. раздел Основание монастыря).

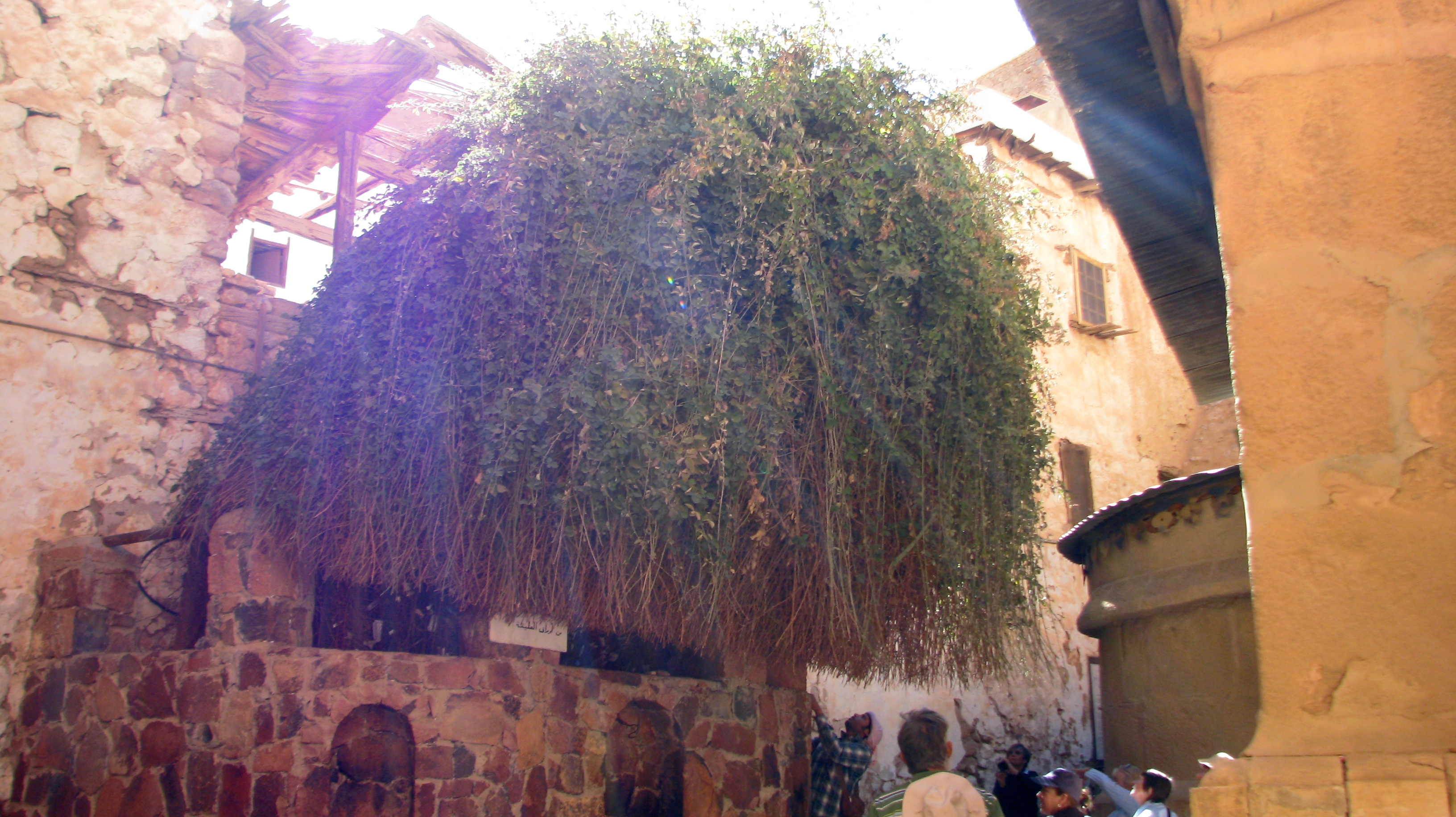
Неопалимая купина

Часовня посвящена Благовещению и украшена иконами, посвящёнными этому празднику. В апсиде часовни сохранилось мозаичное изображение креста X века. Также имеется икона Богородицы с младенцем Иисусом на руках, сидящей в центре Неопалимой Купины.
Часовня имеет престол, расположенный не, как обычно, над мощами святых, а над корнями Купины. Для этой цели куст был пересажен в нескольких метрах от часовни, где продолжает расти дальше. В часовне нет иконостаса, скрывающего алтарь от верующих, и паломники могут видеть под престолом место, где росла Купина. Оно обозначено отверстием в мраморной плите, закрытым серебряным щитом с чеканными изображениями горящего куста, Преображения, Распятия, евангелистов, святой Екатерины и самого Синайского монастыря. На плите сохранилась греческая надпись XIII века: «Помяни, Господи, раба Твоего, смиренного Гавриила Орипсая, архиепископа святой горы Синайской в Святой Купине». Литургия в часовне совершается каждую субботу.

### Прочие постройки

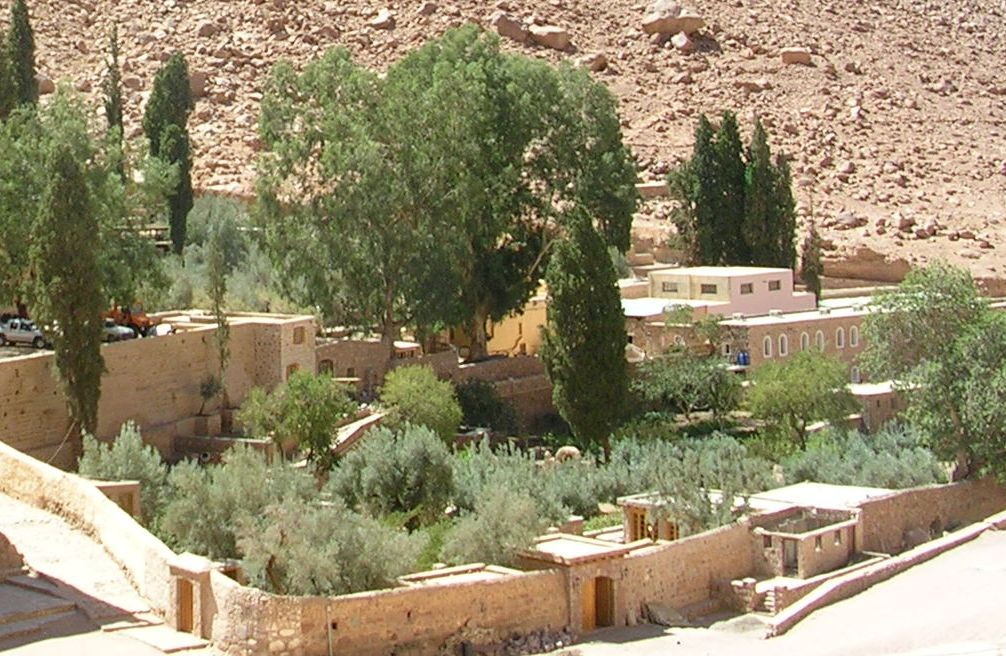
Монастырский сад

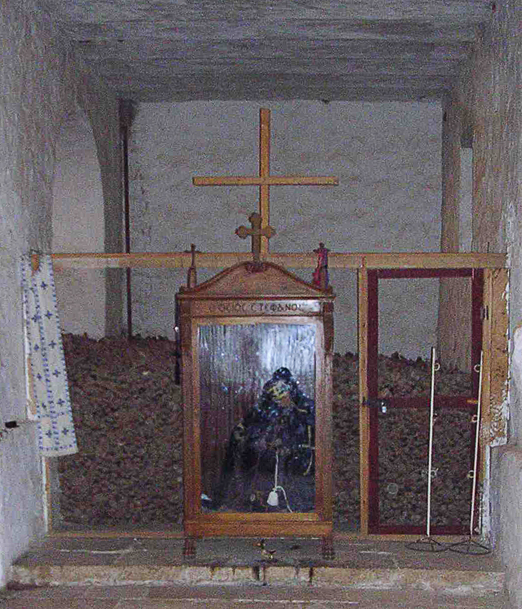
Оссуарий (в центре мощи преподобного Стефана)

- Колодец Моисея — расположен к северу от базилики Преображения и считается тем колодцем, у которого, согласно Библии, Моисей встретил семь дочерей мадиамского священника Рагуила (Исх. 2:15-17)[31]. Колодец в настоящее время продолжает снабжать монастырь водой.
- В монастыре имеются многочисленные часовни: Святого Духа, Успения Пресвятой Богородицы, Иоанна Богослова, Георгия Победоносца, святого Антония, святого Стефана, Иоанна Предтечи, пяти севастийских мучеников[32], десяти критских мучеников, святых Сергия и Вакха, святых апостолов и пророка Моисея[33]. Эти часовни находятся внутри монастырских стен, а девять из них соединяются с архитектурным комплексом базилики Преображения. Две часовни находятся в покоях архиепископа Синая: верхняя в честь Успения Богородицы и нижняя, посвящённая Богоматери Живоносного источника (находится в древней башне, построенной в 330 году императрицей Еленой, часовню украшают иконы XII—XIII веков, среди которых выделяются царские врата, декорированные золотыми светящимися кругами, и чтимый образ Богородицы «Живоносный источник», приписываемый кисти критского мастера Ангелоса).
- Трапезная — построена в XI веке, после того как помещение древней трапезной было обращено в мечеть[34]. В 2005 году помещение трапезной было отреставрировано и продолжает использоваться по назначению. Стены трапезной украшают фрески со сценами жертвоприношения Авраама (1577 год), Илии в пустыне, питаемого вороном, и Второго пришествия Иисуса Христа (1573 год). В трапезной находится большой деревянный стол, присланный в дар монастырю в XIV веке с острова Закинф. Стол украшен резьбой с изображением ангелов и цветов в стиле рококо.
- Сад — расположен на северо-западе от монастырских стен[35] и соединяется с монастырём древним подземным ходом, используемым по настоящее время. На одной из террас выращиваются яблони, груши, гранаты, абрикосы, сливы, айва, шелковица, миндаль, вишни, виноград. Другая терраса отведена под масличный сад, обеспечивающий монастырь оливковым маслом. В саду также выращивают овощи для монастырского стола. В начале XX века монастырский сад считался одним из лучших в Египте[4].
- Оссуарий и кладбище — расположены вне монастырских стен, рядом с садом. На кладбище имеется часовня святого Трифона и семь могил, которые используются неоднократно[36]. По прошествии определённого времени кости извлекаются из могилы и помещаются в оссуарий, расположенный на нижнем ярусе церкви Успения Пресвятой Богородицы. Единственным полным скелетом в оссуарии являются мощи отшельника Стефана[37], жившего в VI веке и упоминаемого в «Лествице» преподобного Иоанна Лествичника[38]. Мощи Стефана, облачённые в монашеские одежды, покоятся в стеклянном киоте. Останки прочих монахов разделены на две части: у северной стены сложены их черепа, а в центральной части оссуария собраны их кости. В отдельных нишах хранятся кости синайских архиепископов.

## Сокровища монастыря
Поскольку с момента своего основания монастырь ни разу не был завоёван и разорён, в настоящее время он обладает огромным собранием икон и библиотекой рукописей, уступающей по историческому значению только Ватиканской апостольской библиотеке.

### Библиотека

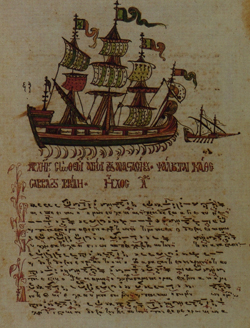
Запись песнопения 1-го гласа из рукописи Синайского монастыря

Библиотека в монастыре была создана только в 1734 году при архиепископе Никифоре, до этого времени работ по изучению книг и рукописей не проводилось. Русский паломник А. Уманец, посетивший монастырь в 1843 году, пишет о состоянии библиотеки:

«…находится в особой небольшой комнате с полками вокруг по стенам. Книги на полках расположены в полном беспорядке, местами навалены кучами и очень заметно, что люди, иногда их перебиравшие, не были здешними хозяевами, а торопились как можно скорее окончить эту переборку, и поэтому бросали их куда попало: дело без сомнения путешественников, из которых каждый, вовсе не заботясь о сохранении здесь порядка, и будучи сотым посетителем библиотеки, перебирал книги в свою очередь с желанием и надеждой отыскать какую-нибудь неизвестную дотоле рукопись, и правдой или неправдой, увезти её с собой».

Такая обстановка способствовала разграблению собрания, в частности, из монастыря был вывезен Синайский кодекс, один из древнейших текстов Библии.

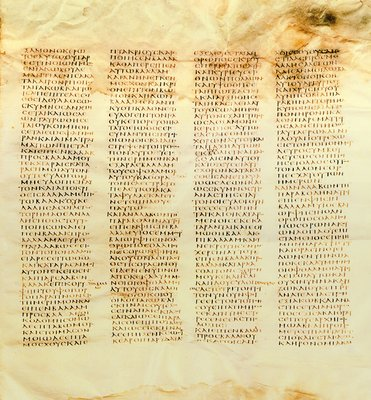
Синайский кодекс

К наиболее ценным манускриптам библиотеки монастыря относятся:
- двенадцать листов одного из древнейших текстов Библии, Синайского кодекса (IV век), который был вывезен из монастыря в Россию в 1859 году[41];
- Сирийский кодекс V века;
- десять листов унциального манускрипта VI века на греческом языке с текстом Евангелия от Матфея (Кодекс 074);
- греческое Евангелие 717 года (подарок монастырю византийского императора Феодосия III);
- Синайская псалтырь (XI век) — древнейшая псалтырь на славянском языке.

В монастыре хранятся 3304 манускрипта и около 1700 свитков. Две трети написаны по-гречески, остальные на арабском, сирийском, грузинском, армянском, коптском, эфиопском и славянских языках. Кроме ценных манускриптов, в библиотеке собраны также 5000 книг, некоторые из которых относятся к первым десятилетиям книгопечатания. Кроме книг религиозного содержания, в библиотеке монастыря хранятся исторические документы, грамоты с золотыми и свинцовыми печатями византийских императоров, патриархов и турецких султанов.
В 2005 году было объявлено о строительстве в монастыре специального хранилища для этого собрания взамен книгохранилища, построенного в 1951 году у южной монастырской стены.

### Собрание икон
В монастыре имеется уникальное собрание икон, имеющих исключительную духовную, художественную и историческую ценность. Двенадцать самых редких и самых старых икон написаны в VI веке восковыми красками — это древнейшие иконы в мире. Несколько энкаустических икон доиконоборческой эпохи в 1850 году было вывезено в Россию архимандритом Порфирием (Успенским) (с 1940 года иконы хранятся в собрании киевского Музея западного и восточного искусств им. Богдана и Варвары Ханенко, Киев).
Часть монастырской коллекции относится к раннему византийскому периоду до X века (в том числе сиро-палестинские иконы VIII—IX веков). Эти иконы выполнены греческими, грузинскими, сирийскими и коптскими мастерами. Иконы сохранились, так как монастырь, находясь с VII века вне Византийской империи, не пострадал от иконоборчества. Работ западноевропейского письма в собрании мало, но присутствуют уникальные иконы периода Крестовых походов, сочетающие в едином стиле черты «западного латинства» и «греческого византинизма».
Единственной иконой, почитаемой в монастыре чудотворной, является триптих XIII века с изображением Богородицы Бематариссы со сценами богородичного цикла. Икона не имеет отдельного дня празднования и специальной службы, располагается в алтаре кафоликона слева от горнего места.

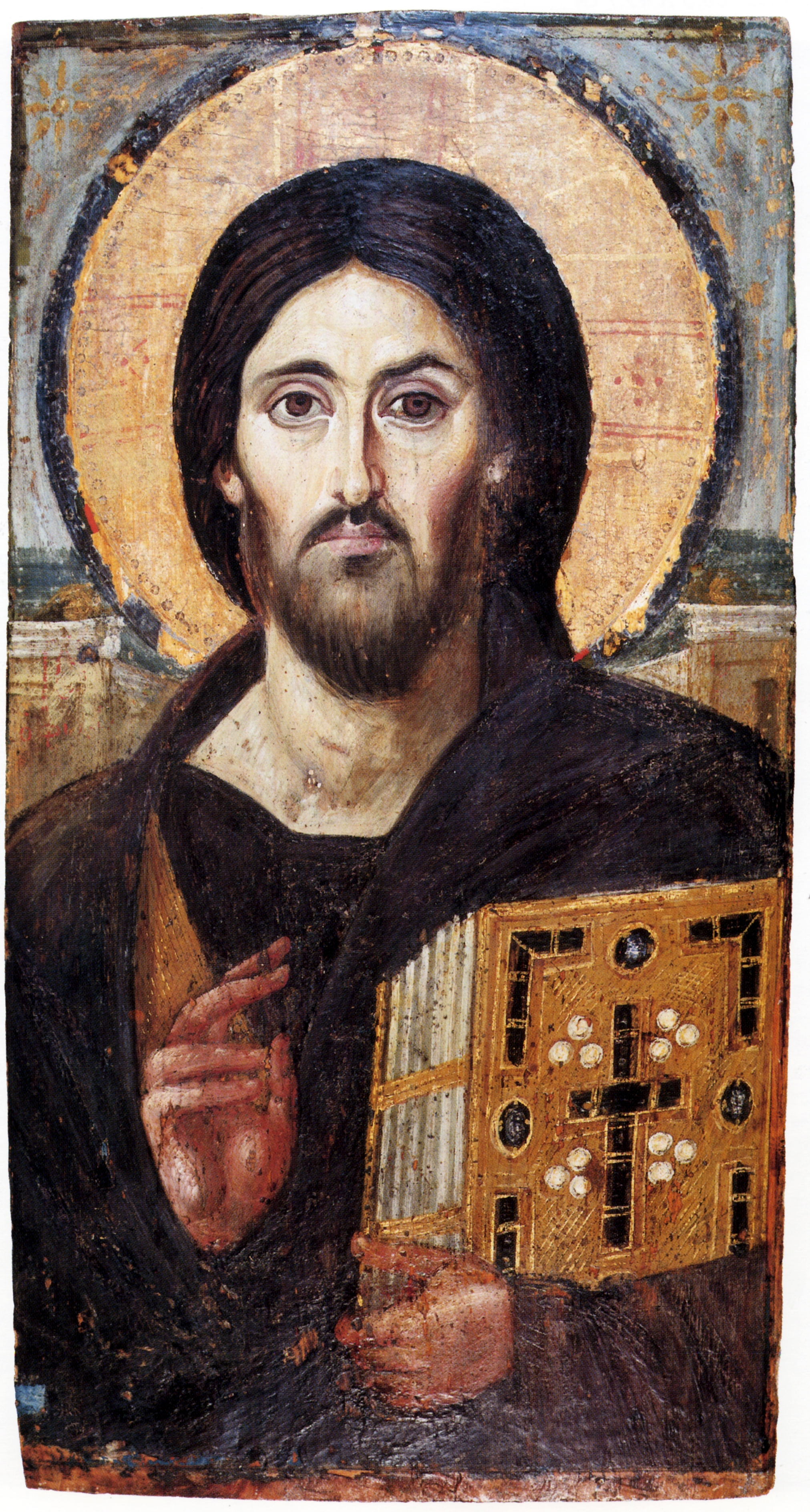
Христос Пантократор, одна из древнейших икон Христа, VI век
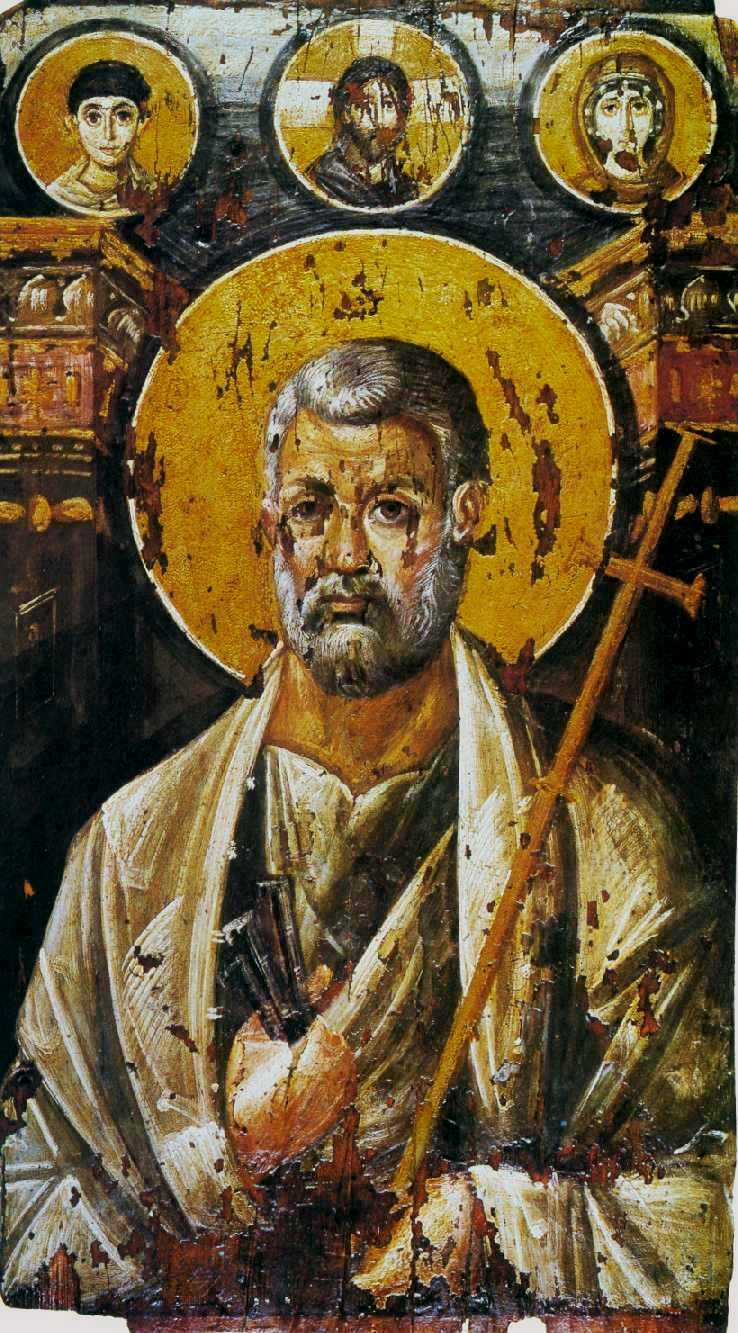
Апостол Пётр, энкаустическая икона, VI век
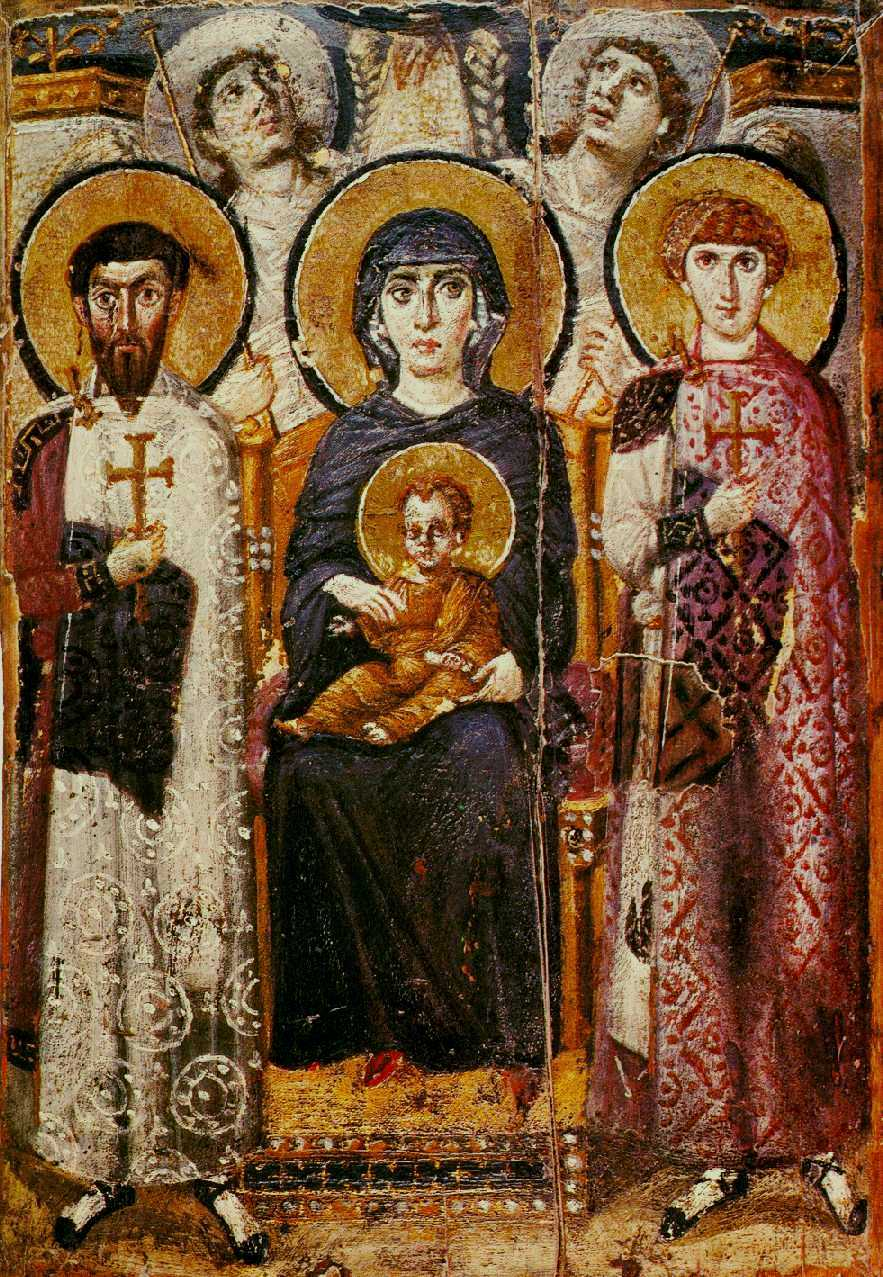
Богородица на троне, VII век
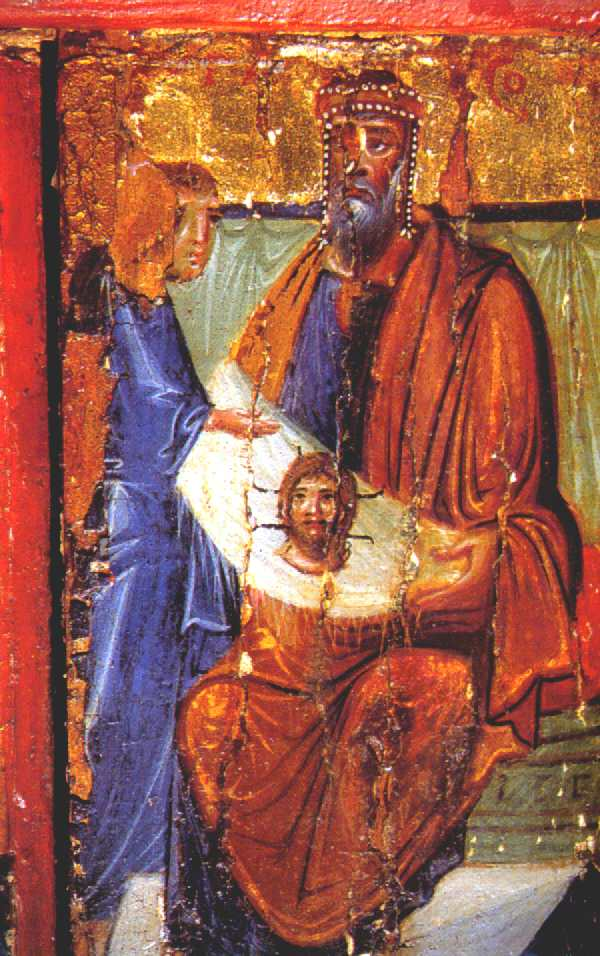
Авгарь получает Нерукотворный Образ от апостола Фаддея, конец X века

## Влияние
В 1695 году валашский боярин Михай Кантакузино из старинного византийского рода Кантакузинов после паломничества в монастырь Святой Екатерины основал на своей родине монастырь Синая, названный в честь посещённого им монастыря.